# Boris Martinec

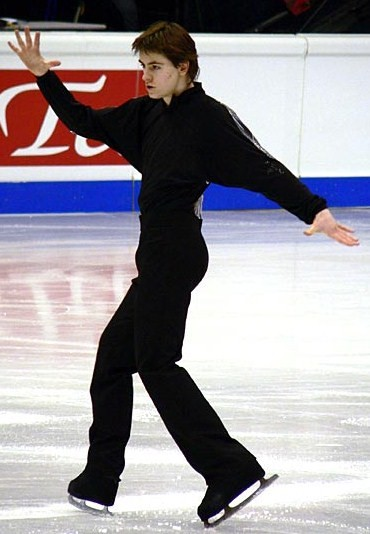
Boris Martinec

Boris Martinec (Zagreb, 27 november 1988) is een Kroatische kunstschaatser.
Martinec is actief als solist en wordt momenteel getraind door Oksana Gorbatsjev. Op het EK van 2009 schaatste hij zijn beste prestatie tot nu toe door drie persoonlijke records te vestigen.

## Persoonlijke records
| records             | punten | datum      | toernooi |
| ------------------- | ------ | ---------- | -------- |
| Hoogste totaalscore | 150.80 | 22-01-2009 | EK 2009  |
| Hoogste korte kür   | 54.80  | 21-01-2009 | EK 2009  |
| Hoogste lange kür   | 96.00  | 22-01-2009 | EK 2009  |

## Belangrijke resultaten
| Kampioenschap           | 01/02 | 02/03 | 03/04 | 04/05 | 05/06 | 06/07 | 07/08 | 08/09 | 09/10 |
| ----------------------- | ----- | ----- | ----- | ----- | ----- | ----- | ----- | ----- | ----- |
| Wereldkampioenschap     |       |       |       |       |       | 38e   | 28e   | 41e   | 29e   |
| Europees Kampioenschap  |       |       |       |       | 33e   | 22e   |       | 23e   | 26e   |
| Nationaal Kampioenschap | 4e    | Brons | Goud  | Goud  |       | Goud  | Goud  | Goud  | Goud  |
| WK Junioren             |       |       |       | 18A   | 16A   | 21e   | 35e   |       |       |